# Viktòria Ròsxina
Viktòria Volodímirivna Ròsxina (en ucraïnès: Вікторія Володимирівна Рощина; 6 d'octubre de 1996 – 19 de setembre de 2024) va ser una periodista ucraïnesa que va informar sobre la invasió russa d'Ucraïna i el setge de Mariúpol. Va rebre el Premi al Coratge en el Periodisme 2022 de la Fundació Internacional de Dones als Mitjans de Comunicació.
Ròsxina va desaparèixer l'agost de 2023 i l'octubre de 2024 es va confirmar que havia mort sota detenció russa. Quan el cos de Ròsxina va ser retornat a Ucraïna, presentava signes de tortura i li havien extirpat alguns òrgans. El govern ucraïnès va anunciar que investigaria la seva mort com a possible assassinat i crim de guerra.
El 2 d'agost del 2025, el govern ucraïnès li va atorgar, a títol postum, l'Orde de la Llibertat.

## Primers anys de vida
Viktòria Ròsxina va néixer el 6 d'octubre de 1996. La ciutat natal de Ròsxina era Zaporíjia. Tenia una germana.

## Carrera professional
Viktòria Ròsxina va començar a treballar com a periodista quan era adolescent, cobrint decisions judicials i delictes. Després de la invasió i ocupació russa de l'est d'Ucraïna el 2022, va començar a escriure sobre com vivia a les zones d'Ucraïna ocupades per Rússia i el setge de Mariúpol. Va treballar com a periodista independent per a Ukrainska Pravda, Radio Free Europe, i Hromadske.
Va ser detinguda per l'exèrcit rus a Vasylivka el març de 2022, però va aconseguir escapar després d'amagar-se en un soterrani durant la nit.
A principis de març de 2022, tancs russos van disparar contra el seu cotxe. Ella i el seu xofer van escapar, però li van robar l'ordinador i la càmera. L'11 de març, Ròsxina va ser detinguda a Berdiansk pel Servei Federal de Seguretat rus durant deu dies. Només se li va permetre la llibertat després de gravar una cinta de vídeo en què deia que les forces russes li havien salvat la vida. Va escriure un article sobre el seu temps en captivitat per a Hromadske. Més tard aquell mateix any, la Fundació Internacional de Dones en Mitjans de Comunicació (IWMF) li va atorgar el Premi al Coratge en el Periodisme. Es va negar a assistir a la cerimònia de lliurament de premis, per poder concentrar-se en el seu reportatge.

## Desaparició i mort
El juliol de 2023, Ròsxina va anar a l'est d'Ucraïna, ocupat per Rússia, possiblement per informar sobre la crisi de la central nuclear de Zaporijia i la destrucció de la presa de Kakhovka. Per entrar al territori, tenia previst passar per Polònia i Rússia. Va dir a la seva família el 3 d'agost de 2023 que havia passat els controls fronterers; va ser l'última vegada que van tenir notícies seves. Van denunciar la seva desaparició el 12 d'agost i van presentar una denúncia oficial el 21 de setembre. La seva desaparició va ser feta pública el 4 d'octubre de 2023 per la seva família, a través d'informes a The Daily Beast i Ukrainska Pravda. Segons Anna Nemtsova, l'autora de l'article de The Daily Beast i amiga de Ròsxina, va publicar l'article "to raise hell" amb l'esperança que si Ròsxina encara era viva, els seus captors "deixessin de torturar-la".
Cap al 22 d'abril de 2024, el seu pare, Volodímir Mikhàilovitx, va rebre una carta del govern rus, datada el 17 d'abril de 2024, que confirmava que Ròsxina estava detinguda.
L'IWMF va qualificar la seva detenció d'"injusta" i la Unió Europea la va qualificar d'"il·legal" i "arbitrària". L'activista pels drets humans Svetlana Gannushkina va anunciar que havia escrit a Tatiana Moskalkova, aleshores comissària de Drets Humans a Rússia, demanant informació actualitzada sobre l'estat de Ròsxina. Sevhil Mussaieva, la seva editora a Ukrainska Pravda, i el Sindicat Nacional de Periodistes d'Ucraïna van demanar el seu alliberament immediat.
La seva mort va ser anunciada el 10 d'octubre de 2024 per Petro Iatsenko, de la seu de Coordinació per al Tractament de Presoners de Guerra. En una carta a la seva família, funcionaris russos van dir que havia mort el 19 de setembre de 2024. La causa de la seva mort roman desconeguda. L'agència de notícies russa Mediazona va informar que estava en procés de ser traslladada a Moscou en el moment de la seva mort. Segons la Intel·ligència de Defensa d'Ucraïna, Ròsxina estava en una llista d'intercanvi de presoners i estava detinguda a la ciutat russa de Taganrog. L'ONG ucraïnesa Iniciativa de Mitjans de Comunicació pels Drets Humans també va dir que havia estat detinguda a la colònia penal número 77 de Berdiansk abans del seu trasllat al centre de detenció preventiva número 2 de Taganrog. Ambdós centres han estat acusats de torturar presos.
Reporters Sense Fronteres, l'IWMF, la Unió Europea i el Comitè per a la Protecció dels Periodistes van demanar una investigació sobre la seva mort i detenció. L'11 d'octubre, el fiscal general d'Ucraïna va anunciar que considerava la seva desaparició com un possible assassinat i un crim de guerra. El president d'Ucraïna, Volodímir Zelenski, va qualificar la seva mort com "un veritable cop" per als periodistes a Ucraïna.
El cos de Ròsxina va ser retornat a Ucraïna el febrer de 2025 després de la identificació de l'ADN. El seu cos va arribar en un lot de 757 cossos com a part de l'intercanvi, marcats com a "home no identificat", però l'examen per part d'experts forenses va indicar que el cos era d'una dona, i l'anàlisi d'ADN va confirmar la identitat de Ròsxina. El cos presentava signes de dissecció post mortem realitzada a Rússia, així com abrasions, contusions, una costella trencada compatibles amb signes de tortura i cremades probablement per descàrregues elèctriques. Faltava el cervell, els dos globus oculars i part de la tràquea, cosa que els experts forenses van interpretar com un intent d'ocultar la causa de la mort, probablement estrangulació o asfíxia. Un hematoma al coll indicava una possible fractura de l'os hioide, sovint resultant d'⁣una estrangulació manual. Les etiquetes que acompanyaven el cos també contenien l'acrònim rus СПАС de Dany Arterial Total del Cor, que probablement va ser la causa oficial de la mort assignada pels patòlegs russos. El cos també va patir una momificació parcial a causa d'un llarg emmagatzematge, cosa que va ocultar encara més les causes de la mort.

## Orde de la Llibertat
El 2 d'agost del 2025, el president del govern ucraïnès va anunciar que s'havia atorgat, a títol postum, l'Orde de la Llibertat (en ucraïnèsː Орден Свободи) a la periodista.

## Publicacions
- Roshchyna, Victoria «Тиждень у полоні окупантів. Як я вибралася з рук ФСБ, «кадирівців» і дагестанців». Hromadske, 26-03-2022.